# Aeropuerto de Pavullo nel Frignano
El "aeropuerto G. Paolucci" o aeropuerto de Pavullo nel Frignano (en italiano, Aeroporto "G. Paolucci"; IATA : s/d, OACI : LIDP ) es un pequeño aeropuerto italiano ubicado en la localidad de Pavullo nel Frignano. El aeropuerto es utilizado para la aviación general, la aviación de negocios y deportiva, y para el ejercicio de funciones de protección civil y salvamento. En el recinto se halla una de las cuatro bases de rescate de helicópteros de la Región de Emilia-Romaña para ayuda médica de emergencia.

## Historia
Luigi Teichfuss y Umberto Nannini, entusiastas del vuelo sin motor a principios de la década de 1920, identificaron "I Piani di Pavullo" un lugar óptimo para albergar la futura escuela de vuelo sin motor. Con el apoyo de Italo Balbo y los comandantes Vincenzo Ghibellini y Guido Corni, en 1923 se iniciaron los trabajos de construcción del aeródromo, destinado poco después a albergar la primera y más importante Escuela Italiana de vuelo libre. El primer curso de la "Escuela de vuelo sin motor" se realizó en 1927. El aeropuerto se convirtió así en el punto de referencia de la Regia Aeronautica en toda Italia. En 1930 se instaló la primera escuela nacional para los cadetes de la Aeronautica Militare.
El 2 de julio de 1931, la pista de Pavullo fue reconocida como aeropuerto por el Real Decreto nº 1610 publicado en Gaceta Oficiall, y recibió su nombre en memoria de Giulio Paolucci, aviador fallecido en 1928 en la pista de Pavullo nel Frignano.
El 5 de agosto de 1944 el aeropuerto G. Paolucci fue totalmente destruido por las tropas alemanas durante su retirada. La inmediata posguerra marcó así un período de decadencia para el aeropuerto, y todas las actividades de la escuela de vuelo sin motor se transfirieron de Pavullo nel Frignano a Guidonia Montecelio en el aeropuerto de Guidonia. 
En 1955 nació el Aero Club Pavullo dentro del aeropuerto de Pavullo nel Frignano y, a principios de los años sesenta, se reanudaron las actividades.

## Datos técnicos
El aeropuerto tiene una pista:
| Pistas | superficie | Longitud | ancho | TORÁ       | TODA       | ASDA       | LDA        |
| ------ | ---------- | -------- | ----- | ---------- | ---------- | ---------- | ---------- |
| 02     | asfalto    | 1.190 m  | 23m   | 1.120m     | 1240m      | 1.120m     | 861 metros |
| 20     | asfalto    | 1.190 m  | 23m   | 930 metros | 930 metros | 930 metros | 1.073m     |

La pista se repavimentó en agosto de 2019.

## Nota
1. ↑  (Pagliano - Aviatori it., 1964, pp. 255-258).
2. ↑  (Gen.Pesce - Uff.Storico AM, 2002, pp. 7-16).
3. ↑  (Migliavacca - AAA Parma, 2013, pp. 10-11).
4. ↑  Web oficial del Aero Club Pavullo

### Periódicos
- Carlo Migliavacca, Ricordo di un Eroe: il magg. pil. Giuseppe Cenni, in Aeronautica, n. 8-9, Roma, Associazione Arma Aeronautica, 2013. (PDF)

## Artículos relacionados
- Aeropuerto de Módena
- Aeropuerto de Carpi-Budrione

## Otros proyectos
- Multimedia en Commons.

- Wikimedia Commons contiene immagini o altri file su Aeroporto di Pavullo nel Frignano